# 格拉德温·杰布
休伯特·迈尔斯·格拉德温·杰布，第一代格拉德温男爵（Hubert Miles Gladwyn Jebb, 1st Baron Gladwyn，1900年4月25日—1996年10月24日）英国约克郡人，英国官员、外交官、政治家。曾代理联合国秘书长。

## 生平
格拉德温·杰布是英国约克郡弗贝克厅（Firbeck Hall）的悉尼·杰布（Sydney Jebb）之子。早年在伊顿公学学习，后在牛津大学莫德林学院学习，获得了历史学第一名。1929年，与辛西娅·诺布尔（Cynthia Noble）结婚，新娘是第三代准男爵萨克斯顿·诺布尔爵士（Sir Saxton Noble）之女，第一代准男爵安德鲁·诺布尔爵士（Sir Andrew Noble）的孙女。
1924年，格拉德温·杰布进入英国外交系统，在德黑兰服务，在那里他结识了哈罗德·尼科尔森和维塔·萨克维尔-韦斯特。后来他先后在罗马以及在伦敦的外交部（Foreign Office）工作，其中在外交部曾任外交部门主管的私人秘书。
1940年8月，被任命为经济战争部（Ministry of Economic Warfare）临时助理次官（Assistant Under-Secretary）。1942年，出任重建部（Reconstruction Department）的领导。1943年成为外交部顾问。他以该身份参加了许多国际会议，包括德黑兰会议、雅尔塔会议和波茨坦会议。
第二次世界大战结束后，1945年8月担任联合国预备委员会执行秘书。1945年10月至1946年2月代理联合国秘书长，直到任命第一任秘书长特吕格韦·赖伊为止。杰布是历史上唯一一位来自联合国安全理事会常任理事国的联合国秘书长或代理秘书长。
回到伦敦后，杰布在担任外交部联合国顾问（1946年至1947年）之前，曾在外交大臣会议（Conference of Foreign Ministers）上担任外交大臣欧内斯特·贝文的副手。他曾代表英国在布鲁塞尔条约常设委员会（Brussels Treaty Permanent Commission）担任大使。
1950年到1954年，杰布任英国常驻联合国代表。1954年至1960年，任英国驻法国巴黎大使。在后一职务任内，令他愤怒的是，英国、法国和以色列人在1956年入侵苏伊士之前的秘密谈判在他不知情的情况下在塞夫尔举行，并且在1960年巴黎 “大国”首脑会议上被英国首相哈罗德·麦克米伦排除在外。杰布相当“大气”的处事方式导致外交大臣塞尔文·劳埃造出了警句：“你是个雏，格拉德温·杰布爵士。”
1949年，杰布被封为骑士。1960年，被封为世袭贵族，成为格拉德温男爵，作为自由党的成员参政。他是1965年至1988年上议院自由党副领导人、外交和国防事务发言人。作为一个热心的欧洲人，他从1973年至1976年担任欧洲议会议员，他也是议会政治委员会副主席。1979年，在欧洲议会竞选中未能获得萨福克（Suffolk）的席位。
当被问及为什么在1960年代初加入自由党时，他回答说，自由党是个没有将军的党派，而他是个没有党派的将军。像许多自由主义者一样，他热切地认为教育是社会改革的关键。
杰布成了个好厨师，很长一段时间是英国政府葡萄酒委员会主席。作为一位射击好手，他从来没有停止对乡村追求的兴趣。他是西里尔·康诺利和南希·米特福德的朋友。
1996年，杰布逝世。安葬在萨福克郡布拉姆菲尔德（Bramfield）的圣安德鲁斯。

## 著作
- Is Tension Necessary?, 1959
- Peaceful Coexistence, 1962
- The European Idea, 1966
- Half-way to 1984, 1967
- De Gaulle's Europe, or, Why the General says No, 1969
- Europe after de Gaulle, 1970
- The Memoirs of Lord Gladwyn, 1972

他的报纸由其子第二代格拉德温勋爵于1998年至2000年寄存在剑桥大学丘吉尔档案中心。